# ایزابل بلان
ایزابل بلان (انگلیسی: Isabelle Blanc؛ زادهٔ ۲۵ ژوئیهٔ ۱۹۷۵) اسنوبردسوار اهل فرانسه است.